# 宋式彩画

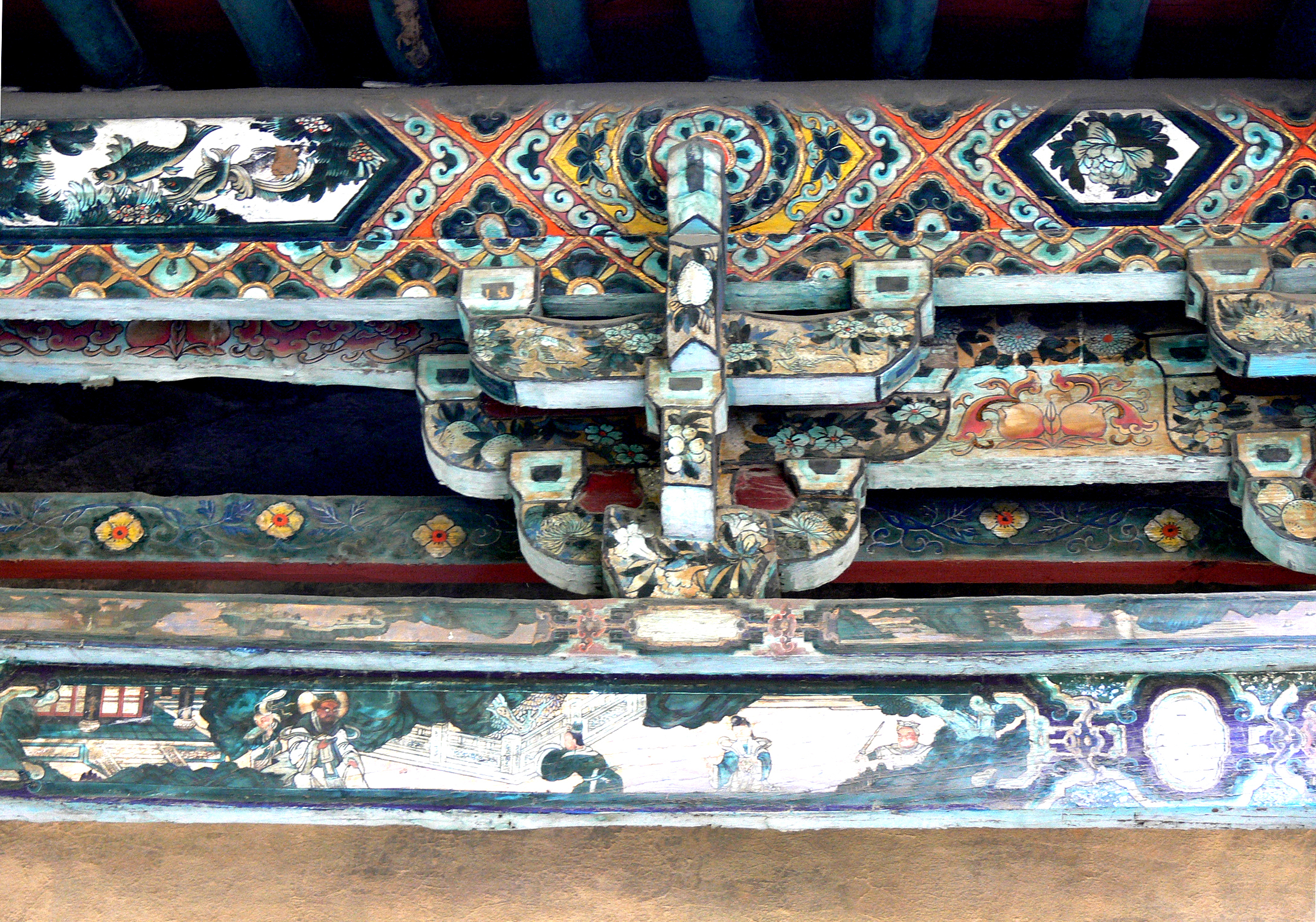
晋祠宋式彩画

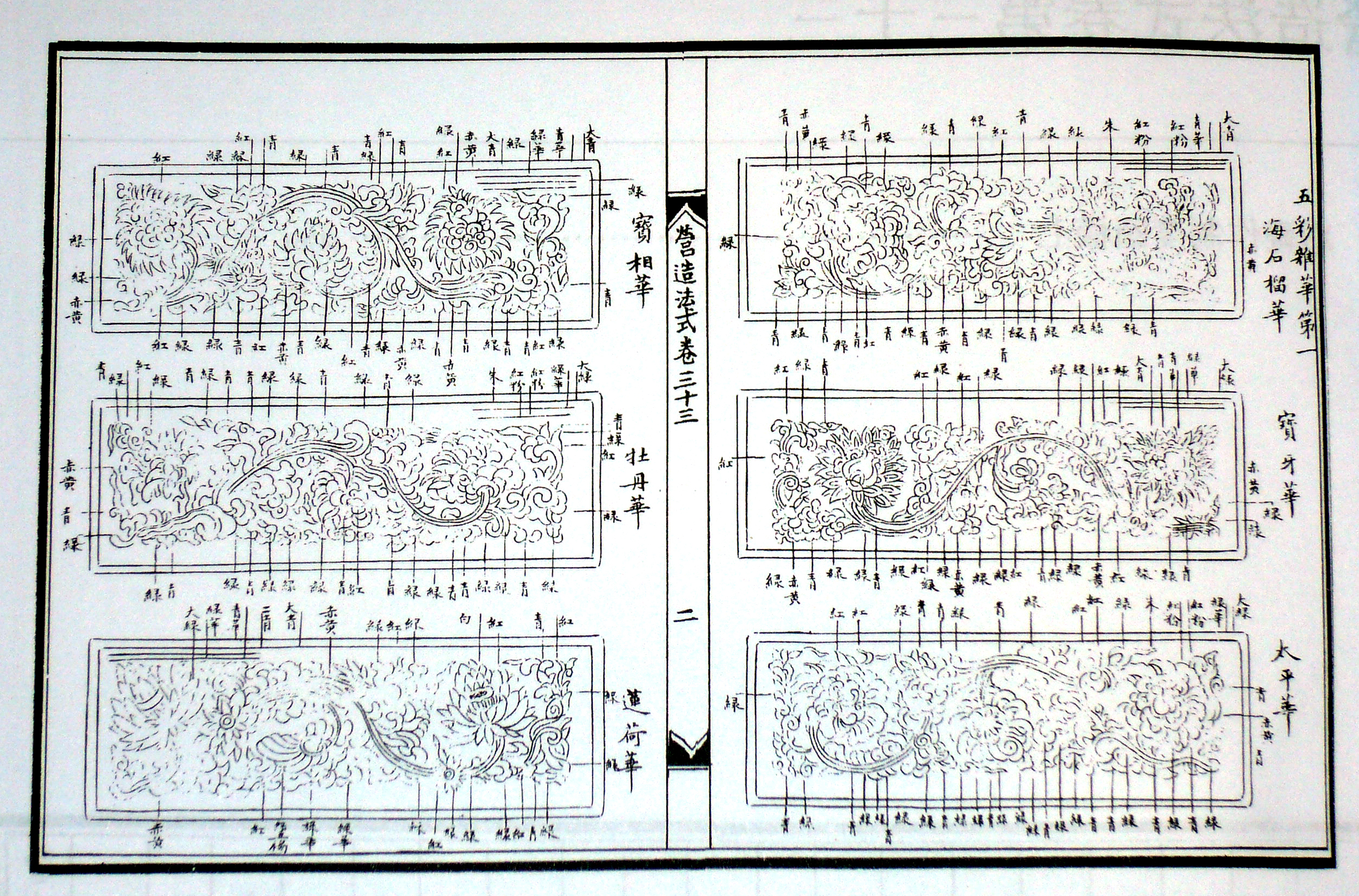
《营造法式》宋式彩画插图

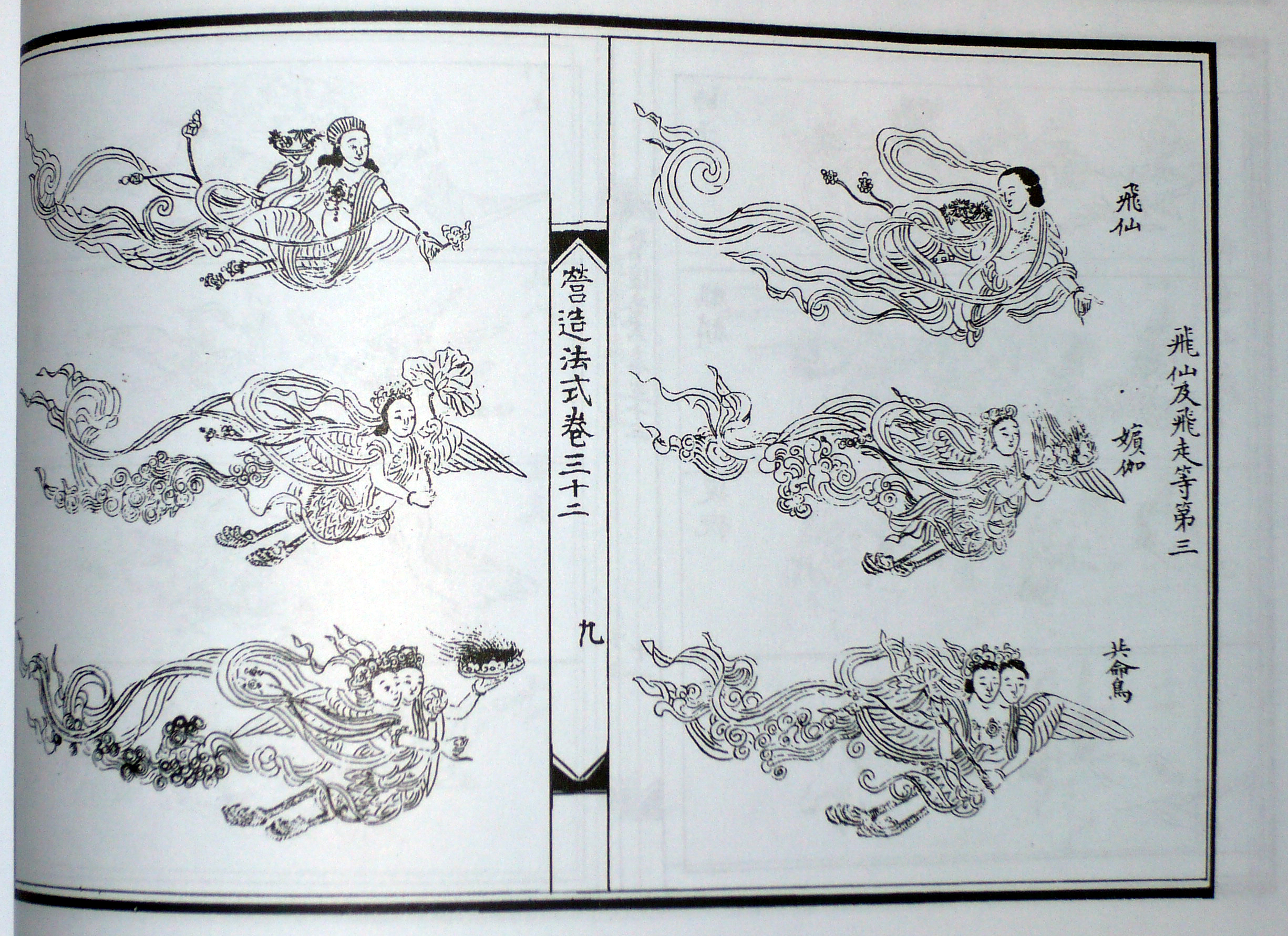
《营造法式》飞仙彩图

宋式彩画指宋李诫《营造法式》中规定用于宋代建筑的彩画。宋式彩画分为三等六类：
- 第一等
  - 五彩遍装
  - 辗玉装
- 第二等：
  - 青绿叠晕棱间装
  - 解绿装饰
- 第三等：
  - 丹粉刷饰
  - 杂间装

由于岁月久远，宋式彩画的实例已经十分稀少了。但《营造法式》卷三十三《彩画作制度画样上》和卷三十四《彩画作制度画样下》，绘制大量宋式彩画的画样，其中包括花纹、锁纹、飞仙、凤凰、仙鹤、鹦鹉、山鸡、鸳鸯、鹅、狮子、麒麟、天马、海马、仙鹿、山羊、犀牛、熊、金童、玉女、真人、獠蛮、象、云头等，多达二百七十余幅；李诫的原图虽然没有着色，但详细标明图样个线条的色彩和绘画的手法，为后人保存了一幅完整的宋代彩画灿烂华丽的建筑艺术写照。

## 五彩遍装
五彩遍装是宋代规格最高的殿堂彩画，用色华丽，遍用青、大青、黄、赤黄、朱、绿、紫、金、赭各色。宋式彩画五彩遍装色彩斑斓、花卉、锁纹、飞仙、走兽等花样，种类繁多，远比清式彩画复杂。现存宋代建筑的五彩遍装彩画，由于历经八百余年中多次重画，绝大多数已经面目全非，位于山西大同市华严寺内，仅存宋式五彩遍装彩画实例。

### 花纹种类
五彩遍装：是宋代规格最高的殿堂彩画，建筑的梁、枋、柱、斗拱、藻井、椽子、飞子、连檐……每一构件均施彩画，用色华丽，遍用青、大青、黄、赤黄、朱、绿、紫、金、赭各色，并贴金或点金。宋式彩画五彩遍装色彩斑斓、花卉、锁纹、飞仙、走兽等花样，种类繁多，远比清式彩画复杂。现存宋代建筑的五彩遍装彩画，由于历经八百余年中多次重画，绝大多数已经面目全非，位于山西大同市华严寺内，仅存宋式五彩遍装彩画实例。五彩遍装所用的花纹分华纹、琐纹、飞仙、飞禽、走兽、云纹等类别，每类又分为若干品：
- 华纹九品：
  - 海石榴花、宝牙花、太平花
  - 宝相花、牡丹花
  - 莲荷花
  - 团巢宝照（团科宝照）、团巢柿蒂、方胜合罗
  - 圈头合子
  - 豹脚合晕、梭身合晕、连珠合晕、偏晕
  - 玛瑙地、玻璃地
  - 鱼鳞旗脚
  - 圈头柿蒂、胡玛瑙

- 琐纹六品：
  - 锁子、连环锁、玛瑙锁、叠环、密环
  - 箪文、金铤、银铤、方环
  - 罗地龟纹、六出龟纹、交脚龟纹
  - 四出、六出
  - 剑环
  - 曲水、王字、卐字、斗底、钥匙头、丁字、天字、香印

- 飞仙二品：
  - 飞仙
  - 嫔伽、共命鸟

- 飞禽三品：
  - 凤凰、鸾、孔雀、仙鹤
  - 鹦鹉、山鹧、練鹊、锦鸡
  - 鸳鸯、谿𪀦、鹅、华鸭

- 走兽四品：
  - 狮子、麒麟、狻猊、獬豸
  - 天马、海马、仙鹿
  - 羜羊、山羊、华羊
  - 白象、驯犀、黑熊

- 骑跨牵曳走兽人物三品：
  - 拂菻
  - 獠蛮
  - 化生

- 骑跨天马、仙鹿、羚羊仙真四品：
  - 真人
  - 女真
  - 金童
  - 玉女

- 云纹二品：
  - 吴云
  - 曹云、蕙草云、蛮云

## 碾玉装
色调以青、绿为主，外楞缘道用多层青绿或绿叠晕，外留白晕，宛如磨光的碧玉，故名“碾玉”。有时局部也用五彩或红色作为点缀，也偶有用金者。其纹样如华纹、锁纹、飞走等，同五彩遍装。由于碾玉装的色料以冷色系的青、绿为主，与金朝出现的红墙黄瓦宫殿建筑的总体色调搭配，因此为后世所继承，发展为明代的旋子彩画。

## 彩画工限
《营造法式》卷二十五《诸作工限·彩画作》节详述彩画作的功限，即若干工作量所需的功时，每名技工一日的工作量称为一功。其中五彩遍装施工工过程细致，每日的工作量最少，例如五彩间金上颜色雕花板，一功仅得一尺八寸。青绿辗玉装的亭子、工限额为十二尺，解绿赤白的廊屋、花架之类，工限为一百四十尺。

## 版本
李诫的《营造法式》中彩画原图虽然没有着色，但详细标明图样中线条和面积的色彩和绘画的手法。1925年陶湘的仿宋版《营造法式》，特请画师将李诫原来黑白线条画样，详细按所标色彩描绘，采用多色套印，由四五版至十余版不等，因此陶版的图样既精美又保存了古图的真实性。
中国建筑设计研究院建筑史研究所在2007年将陶湘仿宋版《营造法式》中的图样部分，单独编辑成《营造法式图样》，古纸精印，线装为上下两册一函，发行2000套。，其中《营造法式图样下》全册专收宋式彩画，并以原画与加彩画右左对照方式排印，共180页之多。